# كزافييه كولر
كزافييه كولر (بالإنجليزية: Xavier Koller) (و. 1944  م) هو مخرج أفلام، وكاتب سيناريو سويسري، ولد في شويز.

## التعليم
تعلم في جامعة الفنون في زيورخ ‏.

## وصلات خارجية
- كزافييه كولر على موقع IMDb (الإنجليزية)
- كزافييه كولر على موقع الموسوعة البريطانية (الإنجليزية)
- كزافييه كولر على موقع مونزينجر (الألمانية)
- كزافييه كولر على موقع ألو سيني (الفرنسية)
- كزافييه كولر على موقع أول موفي (الإنجليزية)
- كزافييه كولر على موقع قاعدة بيانات الأفلام السويدية (السويدية)
- كزافييه كولر على موقع قاعدة بيانات الفيلم (الإنجليزية)
- كزافييه كولر على موقع كينوبويسك (الروسية)